# Llista de marcgravis de Caríntia
Llista dels marcgravis coneguts de Caríntia:
- Part del Friule 796-828
- Marcgravis particular desconeguts 828-907
- Unió a Baviera 907-976
- Enric I el Jove 976-978 (fill de Bertold, comte de Scheyern)
- Otó I de Waiblingen (duc de Francònia) 978-982 (fill de Conrat II duc de Lorena)
- Enric I (segona vegada) 982-989
- Unió a Baviera 989-995
- Otó I (segona vegada) 995-1004
- Conrat I el Vell (duc de Francònia) 1004-1011
- Adalberó d'Eppenstein 1012-1035
- Conrat II el Jove (fill de Conrat I) 1035-1039
- Interregne 1039-1047
- Güelf 1047-1055 (fill de Güelf II comte d'Altorf)
- vacant 1055-1056
- Conrat III 1056-1061 (nebot de Conrat II)
- Bertold el Barbut (duc de Zahringen) 1061-1072
- Marcuard (fill d'Adalberó) 1072-1076
- Liutpold (fill) 1076-1090
- Enric II (germà) 1090-1122 (marcgravi d'Ístria i Carniola)
- Enric III d'Ortenburg 1123-1124
- Engelbert II (germà) 1124-1134 (marcgravi d'Ístria i Carniola)
- Ulric I (fill) 1134-1144
- Enric IV (fill) 1144-1161
- Germà (germà) 1161-1181
- Ulric II (fill) 1181-1201
- Bernat (germà) 1201-1256
- Ulric III (fill) 1256-1269
- Felip (germà) 1269-1270 (patriarca d'Aquileia)
- Premislau Ottokar 1269-1276 (duc d'Àustria i rei de Boemia)
- Rodolf d'Habsburg 1276-1286 (duc d'Àustria)
- Meinard de Gortz (Meinard IV comte de Tirol) 1286-1295
- Otó II (fill) 1295-1310 (conte de Tirol)
- Lluís (germà) 1295-1305
- Enric V (germà) 1295-1335
- Otó III l'Alegre 1335-1339
- Albert II d'Habsburg 1335-1358 (duc d'Àustria)
- Margarida de Tirol i Lluís de Brandenburg (nominals) 1342
- Frederic d'Habsburg 1358-1362 (duc d'Àustria)
- Rodolf IV d'Habsburg 1358-1365 (duc d'Àustria)
- Albert III d'Habsburg 1365-1395 (duc d'Àustria)
- Leopold III d'Habsburg 1379-1386 (duc d'Àustria)
- Guillem el Cortesà 1386-1406 (duc d'Àustria)
- Ernest Ferro 1406-1424 (duc d'Àustria)
- Frederic III (emperador 1458-1493) 1424-1493 (duc d'Àustria)
- Unió a Àustria 1458-1521
- Ferran I (emperador 1558-1564) 1521-1564 (duc d'Àustria)
- Carles 1564-1590 (duc d'Àustria)
- Ferran II (emperador 1619-1637) 1590-1637 (duc d'Àustria)
- Unió a Àustria 1619-1918